# Trapezium oblongum
Trapezium oblongum is een tweekleppigensoort uit de familie Trapezidae. De wetenschappelijke naam is gepubliceerd in 1758 door Linnaeus in de tiende editie van Systema naturae.